# We're Going to Ibiza
We're Going to Ibiza is een quizprogramma uitgezonden in 2015 op de  Vlaamse zender Eén. Het werd gepresenteerd door Cath Luyten.

## Doel
Het spel wordt gespeeld door een koppel dat weldra in het huwelijk zal treden. Elke partner wordt bijgestaan door een Ibiza Party-crew. De partner die de voorrondes wint, gaat naar de finale. In de finale kan deze een vrijgezellenreis winnen naar Ibiza en mag vijf vrienden meenemen. De partner die het spel verliest, blijft thuis.

## Ibiza Party-crew
De Ibiza Party-crew bestaat uit een groep BV's. Per aflevering worden uit deze groep twee mannen en twee vrouwen geselecteerd. De mannelijke BV's staan de vrouwelijke partner bij, de vrouwelijke BV's helpen de mannelijke partner.
De mannelijke Ibiza-crew bestaat uit: Tom Waes, Maarten Vangramberen, Bill Barberis, Peter Van de Veire en Guga Baúl.
De vrouwelijke Ibiza-crew bestaat uit: Tatyana Beloy, Liesa Naert, Slongs Dievanongs, Bieke Ilegems en Ruth Beeckmans

## Rondes
Het spel bestaat uit vijf voorrondes waarvan de naam gebaseerd is op een internationale hit.
Fuck You (Lily Allen)De eerste ronde wordt enkel tussen de partners gespeeld. De vrouw krijgt twee vragen. Zij moet die vraag selecteren waarvan ze denkt dat haar man deze niet kan beantwoorden. Kan hij het antwoord wel geven, verdient hij één punt. In het andere geval moet hij antwoorden met "Fuck you" en krijgt de vrouw één punt. Dit wordt nog twee keer herhaald. Daarna worden de rollen omgedraaid.
Sex on the beach (T-Spoon)Vanaf deze ronde wordt elke partner bijgestaan door twee personen uit de Ibiza Party-crew.
De presentator stelt een vraag waarop minstens drie correcte antwoorden gegeven kunnen worden, bijvoorbeeld: noem drie van de vijf grootste gemeentes van België qua oppervlakte. Indien de partner denkt dat zijn team de vraag kan beantwoorden, drukt hij af. Elke persoon uit het team dient één correct antwoord te geven. Indien dit lukt, krijgt het team één punt. Zodra een fout wordt gemaakt, gaat de vraag naar de tegenpartij. Zij mogen daarbij de juiste antwoorden van het andere team hergebruiken.
Let's get loud (Jennifer Lopez)In het team van de vrouw krijgt een van de twee Ibiza Party-crew-partners een hoofdtelefoon. Hij dient vervolgens acht korte stukjes te zingen uit (over het algemeen) bekende muzieknummers. De twee andere leden van het team horen de muziek niet. Daarna hebben zij 45 seconden tijd om de correcte titels van de gezongen nummers op te sommen. Voor elke juiste titel krijgt men één punt. Vervolgens wordt het spel herhaald, maar dan met het team van de man.
Walk Away (Kelly Clarkson)De vrouw mag een Ibiza Party-crew-partner uit het andere team selecteren om een duel aan te gaan.  In deze ronde stelt Cath Luyten enkele vragen. De persoon die als eerste afdrukt, mag antwoorden. Is het antwoord correct, krijgt hij één punt. Indien de vrouw als eerste drie correcte antwoorden geeft, moet de tegenstander het spel onmiddellijk verlaten. Indien de Ibiza Party-crew-partner als eerste drie punten heeft verzameld, blijft hij in het spel.
Daarna wordt deze ronde herhaald, maar dan met de man en een Ibiza Party-crew-partner uit het andere team.
Bye Bye ('N Sync)In deze ronde worden foto's getoond die op een of andere manier gelinkt zijn met een bekende persoon. Het team dat het correcte antwoord geeft, krijgt geen punten; er worden punten afgetrokken bij het andere team naargelang de speelronde vordert. Zo wordt bij de eerste vraag één  punt afgetrokken, bij de tweede vraag twee punten ...
Het team dat als eerste al zijn punten heeft verloren, verliest het spel.

### Finaleronde: We're Going to Ibiza
De finaleronde wordt enkel door de persoon die de voorrondes heeft gewonnen, gespeeld. Er worden diverse vragen gesteld waarvan het antwoord begint met de letter van de persoon met wie hij/zij in het huwelijk zal treden. Bedoeling is om binnen 90 seconden vijf correcte antwoorden te geven, zodat het woord "IBIZA" volledig op het bord tegenover de finalist staat(de kijker ziet dit op het scherm). Bij een correct antwoord, krijgt hij één punt en verschijnt er een letter van het woord "IBIZA" op het bord. Bij een foutief antwoord, verliest hij een punt en verdwijnt er een letter van het bord. Indien hij vijf punten heeft en het woord "IBIZA" volledig op het bord staat, wint de finalist een reis naar Ibiza.

## Trivia
- In de aflevering uitgezonden op 19 maart 2015 nam een lesbisch koppel deel. Bijgevolg bestond de Ibiza Party-crew ook enkel uit vrouwen.
- In de trailer van de show poseert Cath Luyten naakt, hoewel ze gedeeltelijk bedekt is met bodypaint.[1]